# Мазсалаца
Ма́зсалаца (латыш. Mazsalacaо файле; до 1917 года — Са́лисбург, нем. Salisburg) — город в Латвии, административный центр Мазсалацского края и Мазсалацской волости.
До 1 июля 2009 года входил в состав Валмиерского района.

## История
Поселение возникло благодаря своему выгодному географическому положению. Ещё с древности здесь был перекрёсток больших дорог Руйиена — Айнажи и Валмиера — Пярну.
Первые следы поселений относятся к рыбацкому посёлку конца среднего неолита (около 5000 гг. до н. э.). Позже это место заселяется ливами. В топонимике края много следов ливского влияния, например название реки Салаца.
Название Мазсалаца впервые встречается в 1861 году.
К 1918 году количество жителей местечка достигло 1100 человек, живших в 80 домах. Через 10 лет, когда Мазсалаца получила статус города, здесь проживало 1210 человек в 87 домах.
Главная церковь города, впервые упомянутая в 1533 году — церковь Святой Марии, разрушена во время польско-шведской войны. В 1697 году по приказу шведского короля Карла XI — восстановлена. В 1890 году на её месте построили лютеранскую церковь Святой Анны.
Руководство городом осуществляет городское самоуправление, председателем которого с 1987 года является Оярс Бекерис.
Город Мазсалаца является административным центром Мазсалацской волости. В 2012 году Мазсалаца стала также административным центром Сканькалнской волости (до этого волостная администрация размещалась в селе Сканькалне).
В октябре 2009 года шведская телекоммуникационная компания Tele2, работающая в Латвии, осуществила необычную рекламную акцию: рядом с Мазсалацей было инсценировано падение небольшого метеорита: вырыт кратер, применены пиротехнические эффекты. В итоге новость о падении метеорита в течение суток после 25 октября привлекла широкое внимание мирового сообщества. Однако уже через пару дней было объявлено, что история с метеоритом — розыгрыш, который, по словам представителя Tele2, должен был «воодушевить латвийское общество» и привлечь внимание к позитивным новостям, исходящим из страны.

## Транспорт

### Автодороги
К Мазсалаце подходят региональные автодороги P16 Валмиера — Матиши — Мазсалаца и P21 Руйиена — Мазсалаца. Среди местных автодорог значимы: V163 Мазсалаца — Стайцеле и V164 граница Эстонии — Мазсалаца — Вилзени — Дикли.

### Междугороднее автобусное сообщение
Основные маршруты: Мазсалаца — Валмиера — Рига; Мазсалаца — Руйиена; Мазсалаца — Алоя — Лимбажи.

### Железнодорожный транспорт
До 1996 года до города Мазсалаца следовал пассажирский дизель-поезд. В советское время через город следовал поезд Рига — Пярну — Таллин, закрытый из-за падения пассажиропотока. В 2007 году ветку Скулте — Пярну полностью демонтировали.